# Allan Vougt

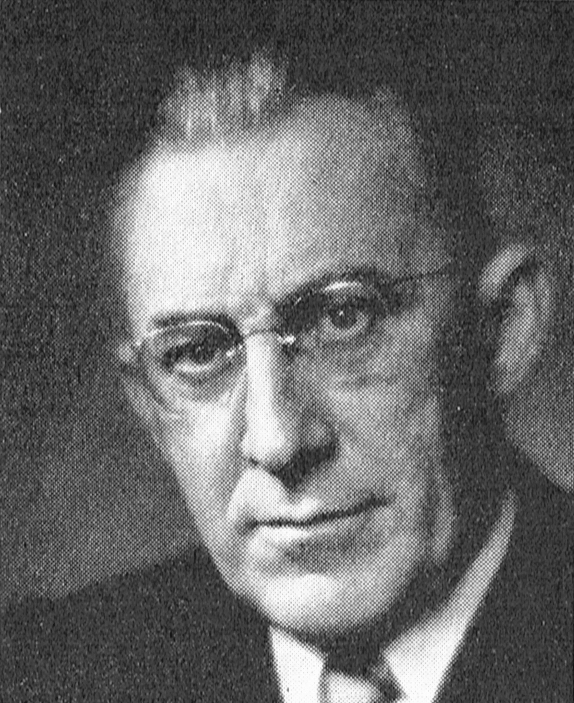
Allan Vougt

Allan Georg Fredrik Vougt (* 28. April 1895 in Stockholm; † 24. Januar 1953 in Malmö St. Petri församling, Malmö, Malmöhus län) war ein schwedischer Politiker der Schwedischen Sozialdemokratischen Arbeiterpartei SAP (Sveriges socialdemokratiska arbetareparti), der unter anderem in der Regierung Hansson IV und Regierung Erlander I von 1945 bis 1951 Verteidigungsminister (Statsråd och Försvarsminister) sowie zwischen 1951 und 1953 Landeshauptmann (Landshövding) der Provinz Malmöhus län war.

## Leben
Allan Georg Fredrik Vougt, Sohn des Ministerialbeamten und Kanzleirates (Kansliråd) Carl Fredrik Vougt (1861–1933) und Ellen Claréus, begann nach dem Abitur (Studentexamen) ein Studium an der Universität Uppsala, welches er 1919 als Filosofie kandidat beendete. Im Anschluss absolvierte er zwischen 1919 und 1921 Studienaufenthalte in England und Frankreich und war nach seiner Rückkehr von 1924 bis 1944 Chefredakteur der in Malmö erscheinenden Morgenzeitung Arbetet. 1928 wurde er als Kandidat der Schwedischen Sozialdemokratischen Arbeiterpartei SAP (Sveriges socialdemokratiska arbetareparti) erstmals Mitglied des Reichstages (Sveriges riksdag) und gehörte bis 1944 der damaligen Zweiten Kammer (Andra kammaren). Während seiner Parlamentszugehörigkeit war er unter anderem Mitglied des Auswärtigen Ausschusses sowie 1936 und 1942 Mitglied des Sonderausschusses für Verteidigung. Daneben war er 1932 Mitglied der Delegation bei der Genfer Abrüstungskonferenz sowie zwischen 1933 und 1935 Delegierter der Völkerbundversammlung. Ferner war er von 1934 bis 1935 Mitglied der Verteidigungskommission sowie von 1940 bis 1948 Mitglied des Parteivorstandes der SAP. Er fungierte zwischen 1941 und 1945 als Vorsitzender der SAP-Fraktion im Reichstag sowie von 1941 bis 1944 Mitglied des Presseausschusses (Pressnämnden), ein zur Staatlichen Presseagentur SIS (Statens informationstyrelse) gehörender unabhängiger Ausschuss, die in Schweden während des Zweiten Weltkrieges von der Koalitions-Regierung Hansson III gegründet wurde. Er war zudem zwischen 1944 und 1945 politischer Mitarbeiter von Arbetet sowie zugleich Deputierter des Verwaltungsrates der Nationalbank (Sveriges riksbank).

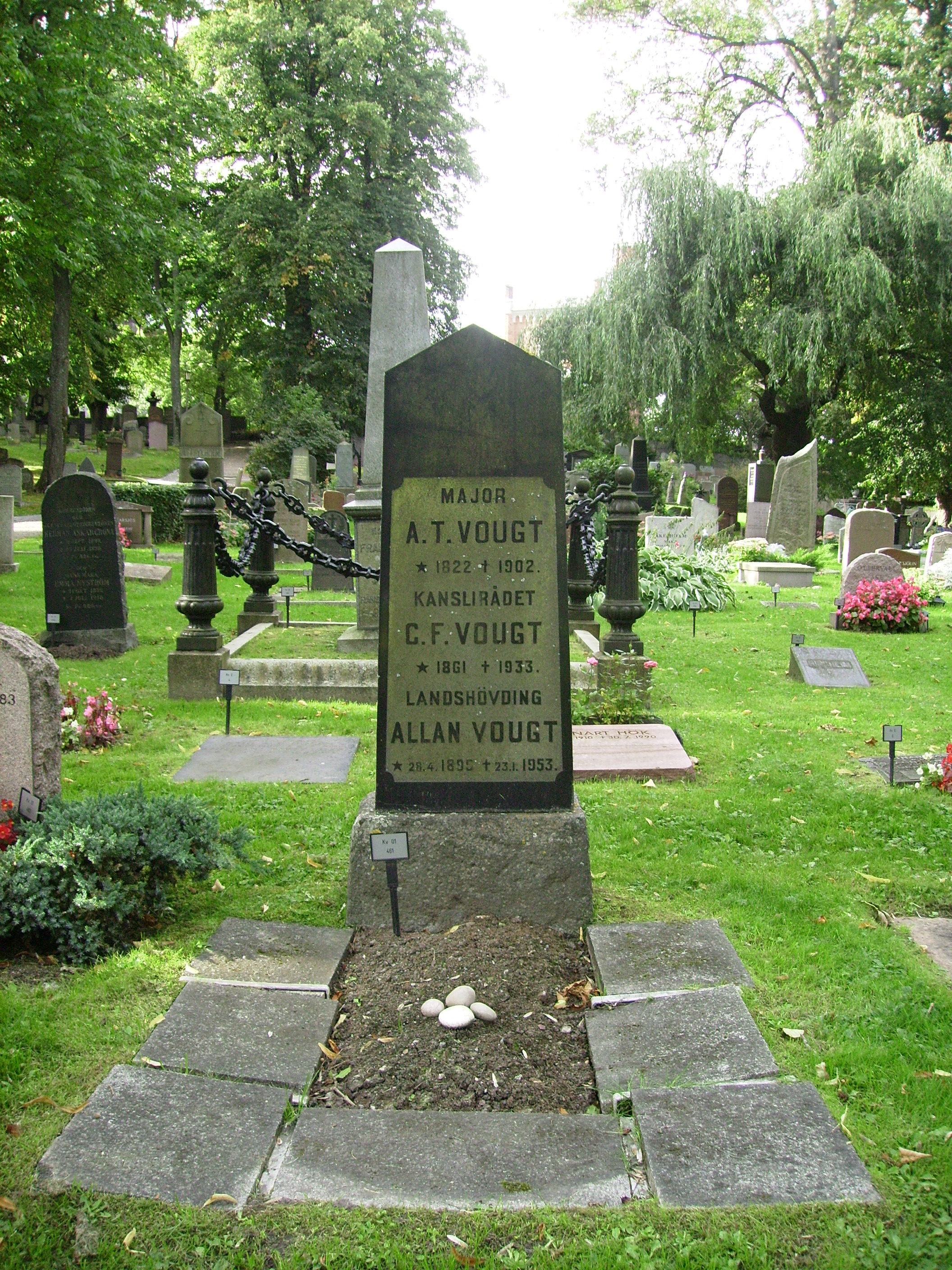
Grabstätte von Allan Vougt auf dem Galärvarvskyrkogården.

Am 31. Juli 1945 übernahm Vougt in der Regierung Hansson IV das Amt als Verteidigungsminister (Statsråd och Försvarsminister) und bekleidete dieses vom 11. Oktober 1946 bis zum 1. Oktober 1951 auch in der Regierung Erlander I. 1946 war er zudem stellvertretender Vorsitzender der Interparlamentarischen Gruppe des Reichstages. 1950 wurde er Mitglied der Ersten Kammer (Första kammaren) des Reichstages, der er bis zu seinem Tode am 24. Januar 1953 angehörte. Während dieser Zeit war er 1950 Vorsitzender der Interparlamentarischen Gruppe des Reichstages und zwischen 1951 und 1952 auch Mitglied der Delegation bei den Vereinten Nationen. Als Nachfolger von Arthur Thomson übernahm er am 1. Februar 1952 den Posten als Landeshauptmann (Landshövding) der Provinz Malmöhus län und bekleidete dieses Amt bis zu seinem Tode am 24. Januar 1953, woraufhin Gustav Adolf Widell am 1. Mai 1953 neuer Landeshauptmann wurde. Als Landshövding war er zugleich kraft Amtes Vorsitzender der Arbeits-, des Landwirtschafts- und des Wohnungsbauausschusses der Provinz.
Allan Vougt heiratete 1926 die Übersetzerin Sonja Arnell (1888–1972), die unter anderem Werke von Jo van Ammers-Küller, Karen Blixen, John Dos Passos, Marcel Proust, Ludwig Renn und Romain Rolland ins Schwedische übersetzte, und eine Tochter des Lektors Wilhelm Arnell und Helga Afzelius war. Nach seinem Tode wurde er auf dem Galärvarvskyrkogården in Stockholm beigesetzt.

## Veröffentlichungen
- Rasbiologi och socialism, („Rassenbiologie und Sozialismus“), Frihet, 1925
- I konfirmationsfrågan, („In der Bestätigungsfrage“), Framtiden, 1927
- Valskolkarnas ansvar, („Die Verantwortung der Wähler“), Tiden, 1928
- Folkens förbund, („Volksliga“), Frihets förlag, 1931
- Försvaret och demokratin, („Verteidigung und Demokratie“), Tiden, 1935
- Moskva–Madrid, („Moskau–Madrid“), Tiden, 1938
- Ur svensk synvinkel. Inlägg i den utrikespolitiska debatten. Artiklar ur „Arbetet“, 1938–42, („Aus schwedischer Sicht. Beiträge in der außenpolitischen Debatte. Artikel aus ‚Arbetet‘, 1938–42“), 1943

## Hintergrundliteratur
- Kaj Björk: En utskälld man. Allan Vougt och hans tid, („Ein gescholtener Mann. Allan Vougt und seine Zeit“), 2007